# Schrägneigung
Der Begriff Schrägneigung wird bei der Planung und dem Bau von Straßen verwendet. Er bezeichnet die maximale Neigung einer Verkehrsfläche, meistens einer Fahrbahn. Parallel zur Richtung der Schrägneigung fließt bei Regen das Wasser ab. Die Richtung der Schrägneigung verläuft senkrecht zu den Höhenlinien.
Die Schrägneigung berechnet sich aus den senkrecht zueinander stehenden Längs- und Querneigungen einer Verkehrsfläche (Fahrbahn). Die Richtlinie für die Anlage von Straßen, Teil: Entwässerung (RAS-Ew) gibt folgende Formel für die Berechnung an:
{\displaystyle p={\sqrt {q^{2}+s^{2}}}}
mit
{\displaystyle p}: Schrägneigung
{\displaystyle q}: Querneigung
{\displaystyle s}: Längsneigung